# ایدنهایم
ایدنهایم (به آلمانی: Idenheim) یک شهر در آلمان است که در بیتبورگ-پروم واقع شده‌است.